# Clanis thailandica
Clanis thailandica là một loài bướm đêm thuộc họ Sphingidae. Loài này có ở Thái Lan.